# TV3 (Латвия)
TV3 — латвийский телеканал, начавший вещание в 19 сентября 1998 года на частоте «31-го канала». В 2012 году был признан самым популярным телеканалом Латвии; его доля в общей продолжительности просмотра телевизионных программ в этом году составляла 13,6 %.
В основе вещания канала популярные телесериалы и игровые шоу, информационные программы. Телеканал принадлежит предприятию SIA All Media Latvia и входит в компанию «Providence Equity Partners». В 2012 году руководство компании приняло решение перейти на платную основу, но позже отказалось от этого.  
В том же 2012 году владелец TV3 Latvija купил телекомпанию LNT (в неё входили телеканалы LNT, TV5 и Kanals 2). В 2016 году телеканал TV5 был закрыт, а в марте 2020 года каналы LNT и Kanals 2 были преобразованы в «TV3 Life» (с передачами для женской аудитории) и в «TV3 Mini» (для детей) соответственно. 